# Formulário Ortográfico de 1943
O Formulário Ortográfico de 1943, aprovado em 12 de agosto de 1943, é um conjunto de instruções estabelecido pela Academia Brasileira de Letras para a organização do Vocabulário Ortográfico da Língua Portuguesa do mesmo ano. Este documento, com as alterações introduzidas pela Lei 5 765, de 18 de dezembro de 1971, regulou a ortografia do português no Brasil até a implementação do Acordo Ortográfico de 1990.

## História
Na tentativa de pôr cobro às diferenças ortográficas entre Portugal e o Brasil, como resultado da adoção em Portugal da Reforma Ortográfica de 1911, foram feitos diversos encontros entre as Academias dos dois países, dos quais resultou um acordo preliminar assinado em 1931. No entanto, como os vocabulários que se publicaram, em 1940 (pela Academia das Ciências de Lisboa) e em 1943 (pela Academia Brasileira de Letras), continham ainda algumas divergências, houve necessidade de novas reuniões, em Lisboa, que deram origem ao Acordo Ortográfico de 1945. Este acordo tornou-se lei em Portugal, mas no Brasil não foi ratificado pelo Congresso Nacional, continuando os brasileiros a regular-se pelo Formulário Ortográfico de 1943.
A entrada em vigor do Acordo Ortográfico de 1990 — que trouxe uma significativa redução das diferenças de grafia entre o português brasileiro e o português europeu — incorpora o Formulário Ortográfico de 1943, bem como o Acordo Ortográfico de 1945.

## Texto do Formulário Ortográfico de 1943
O texto do Formulário Ortográfico de 1943 é composto por duas partes:
- Introdução: composta por 12 artigos, explicitou os princípios de fixação para a grafia do português brasileiro.
- Bases do Formulário: composta por 17 bases, apresentou os princípios que regeram a ortografia da língua portuguesa no Brasil desde 1943, com as alterações realizadas pela Lei 5 765, de 18 de dezembro de 1971.

### Bases do Acordo
- Base I - Alfabeto: determina a composição do alfabeto português com 23 letras, permitindo o emprego das letras K, W e Y apenas em casos especiais.
- Base II - K, W, Y: apresenta as mudanças gráficas de termos que até então empregavam essas letras - k por qu (antes de e e i) ou por c (antes de a, o e u). O w, substituído por v ou u, de acordo com seu valor fonético. O y substituído sempre por i. As únicas exceções foram as letras que compõem abreviaturas internacionais ou fazem parte de antropônimos estrangeiros.
- Base III - H: esta letra passou a ser conservada apenas no princípio das palavras cuja etimologia o justificasse, nos dígrafos ch, lh e nh, em interjeições e nos compostos com hífen. Foi abolido em compostos sem hífen.
- Base IV - Consoantes mudas: extinção completa de quaisquer consoantes que não se proferissem, ressalvadas as palavras que tivessem variantes com letras pronunciadas ou não.
- Base V - SC: eliminação do sc no início das palavras e manutenção apenas quando os vocábulos já estivessem formados.
- Base VI - Letras dobradas: permanência dos grupos rr e ss com som único e do grupo cc (ou cç) com sons distintos.
- Base VII - Vogais nasais: fixação da grafia dessas vogais.
- Base VIII - Ditongos: regras para a grafia de ditongos orais e nasais.
- Base IX - Hiatos: uso de oe e ue nos verbos terminados em oar e uar na 1ª, 2ª e 3ª do singular do subjuntivo.
- Base X - Parônimos e vocábulos de grafia dupla: fixação de grafias de e/i, o/u, c/q, ch/x, g/j, s/ss/c/ç, s/x, s/z e com os vários valores fonéticos do x.
- Base XI - Nomes próprios: regras do Formulário para aportuguesamentos e nomes próprios. Ressalva ao direito de manter a grafia original dos nomes próprios de empresas.[4] Exceção feita aos topônimos de tradição histórica, tais como "Bahia".[5]
- Base XII - Acentuação gráfica: regras para grafar os acentos nas oxítonas, paroxítonas e proparoxítonas.
- Base XIII - Apóstrofo: apenas para supressão de letras em versos, reprodução de pronúncias populares, supressão de vogais em palavras compostas com consagração pelo uso, como em d'oeste, d'alho, d'arco, etc.
- Base XIV - Hífen: uso de hífen em verbos e palavras compostas com prefixos e sufixos, além de verbos.
- Base XV - Divisão silábica: determinou que a separação silábica devesse ser feita pela soletração e não mais pela etimologia.
- Base XVI - Emprego das iniciais maiúsculas: apresentou as regras para o uso de maiúsculas, excluindo-o para meses do ano, pontos cardeais, nomes de povos e nacionalidade.
- Base XVII - Sinais de pontuação: uso das aspas (aspas americanas), do parêntesis, do travessão e do ponto final.

## A ortografia do português brasileiro antes da reforma de 1943

### Regras ortográficas
Algumas regras em relação à morfologia do português, no Brasil, anterior a 1943, em Portugal anterior a 1911, muitas semelhantes às mesmas do inglês e francês (ainda em curso).

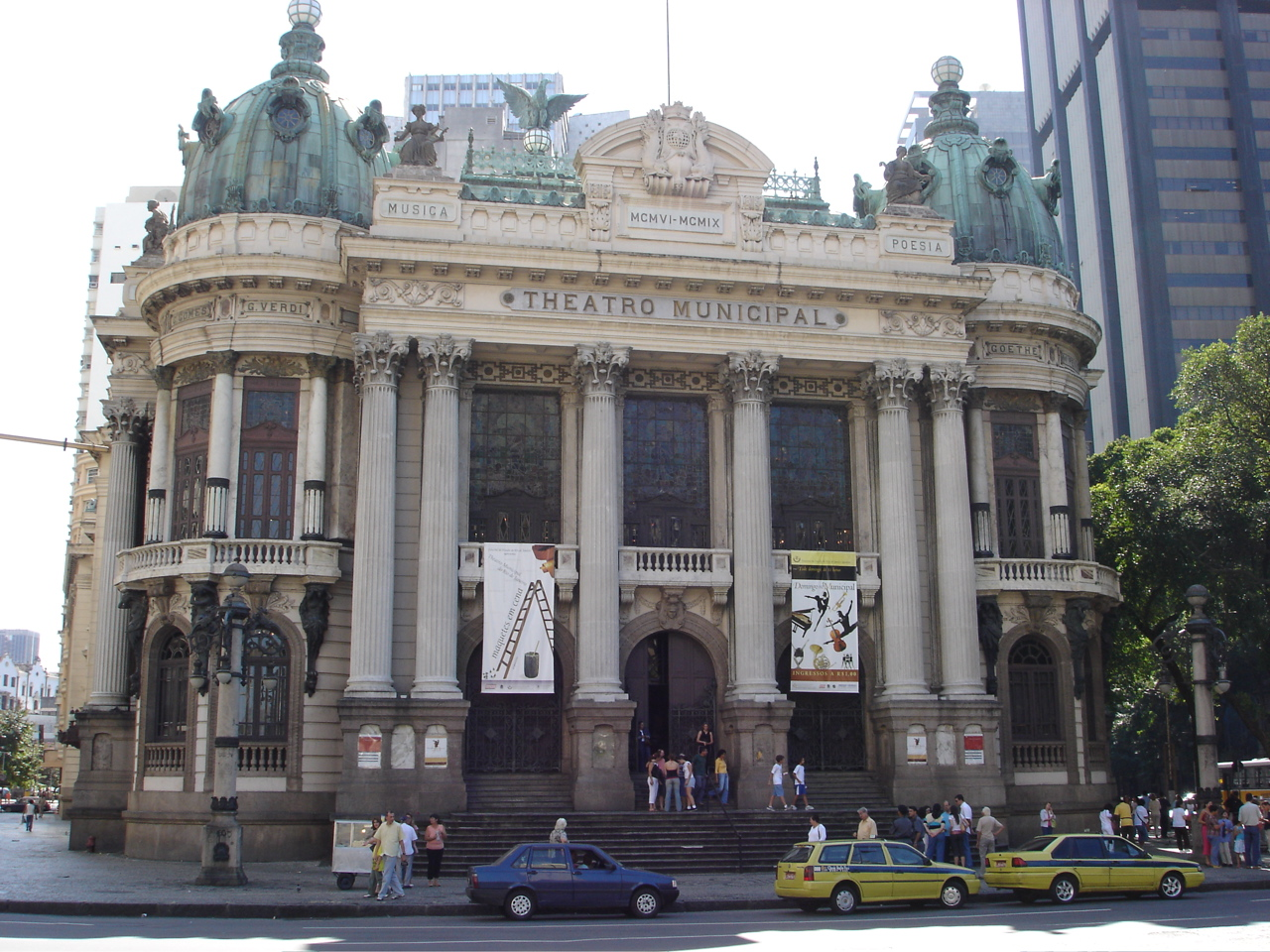
Inscrição remanescente da extinta ortografia no Teatro Municipal do Rio: THEATRO MUNICIPAL

Uso dos seguintes encontros consonantais:
- Consoante dobrada = era usado onde a etimologia o justificasse, como em difficil (difícil, latim difficilis) e cavallo (cavalo, latim caballum);
- CH (som de K) = era usado em palavras de origem grega, onde se emprega a letra Χ (chi), como em christão (χριστιανός) e architectura (Αρχιτεκτονική);
- MM = obedecia à grafia original em latim, como em commercio (commercium) e incommodar (incommodare), onde o primeiro M representava o som nasal antes do M silábico;
- NN = caso semelhante aos dois anteriores, somente em relação ao som de N nasal precedido de N, como em connexão (connexionis) e innocente (innocentis);
- PH = era usado em palavras de origem grega, onde se emprega a letra Φ (fi), como em pharmacia (φάρμακον) e philosophia (φιλοσοφία);
- RH = era usado em palavras de origem grega, onde se empregava a letra Ρ (rô) quando vinha com um espírito áspero (Ῥ), como em rhetorica (ῥητορῐκός) e rhitmo (ῥυθμός);
- TH = era usado em palavras de origem grega, onde se emprega a letra Θ (theta), como em theatro (θέατρον) e thorax (θώραξ);
- XH = era comumente usado em casos de justaposição do prefixo ex com a letra H, como em exhibição (exhibitionis) ou exhalação (exhalationis).

Em obediência às regras descritas acima, os prefixos e sufixos de origem grega eram escritos da seguinte forma:
- Grapho (escrever, gravar) = colocava-se o PH no lugar do atual F, como em caligraphia e telegraphista;
- Hydro (água) = usava-se Y, como em hydrographia;
- Hyper (muito) = usava Y, como em hyperbole e hypertrophia;

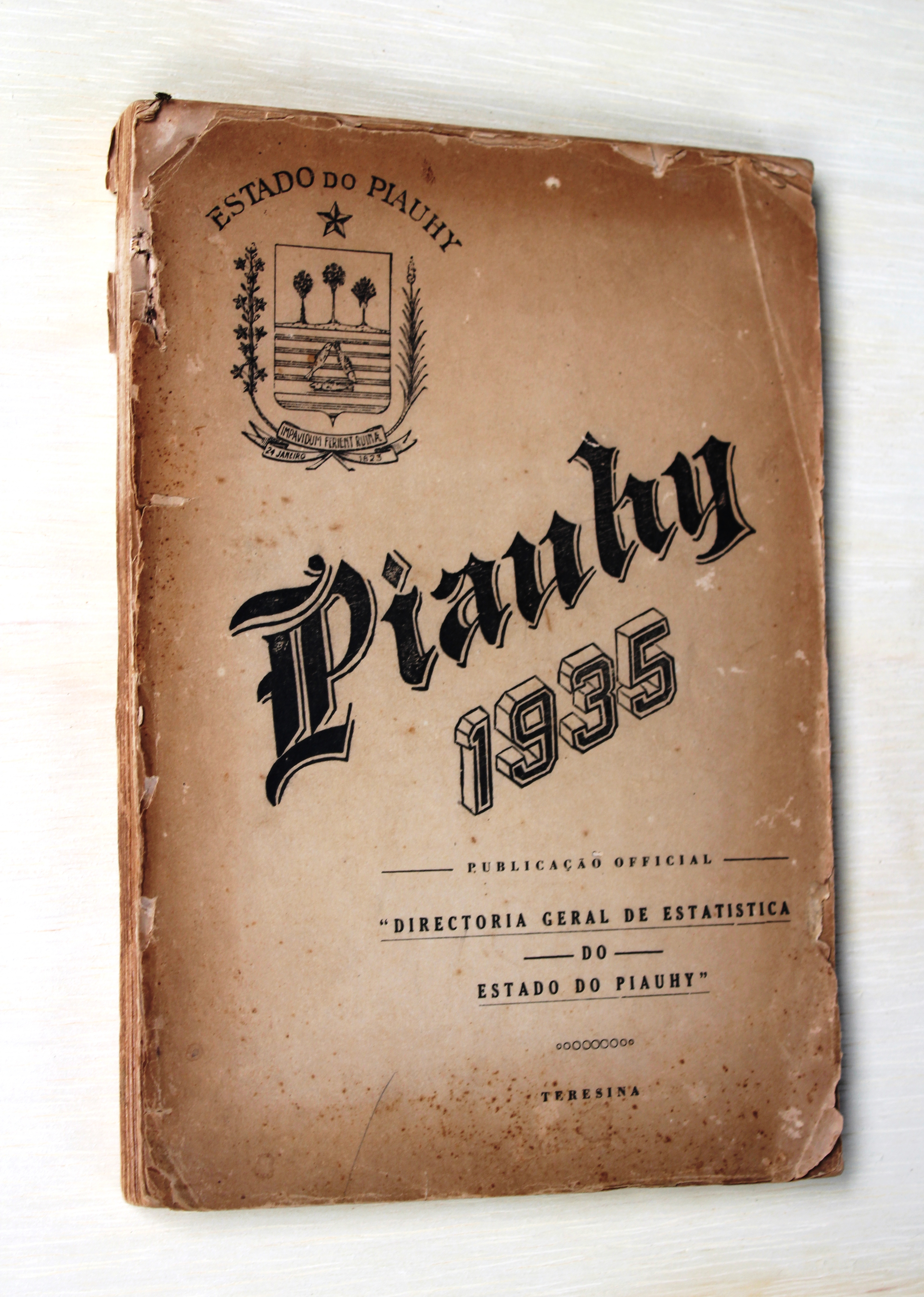
Publicação de 1935 e que Piauí grafava-se como "Piauhy".

- Poly (inúmeros, vários) = usava-se Y, como em polytechnica e polygono;
- Phono (som, voz) = usava-se PH, como em telephone e phonographo;
- Photo (luz) = usava-se PH, como em photographia;
- Theca (coleção) = usava-se T seguido de H, como em bibliotheca (em grego: βιβλιοθήκη) e pinacotheca (πινακοθήκη).

Terminações específicas:
- EZ = foi substituído pelo atual ÊS, como em mez (mês) e portuguez (português);
- OS = foi substituído por US, como em Deos (Deus) e Ilhéos (Ilhéus);
- Plural de "AL" = palavras como animal e vegetal, que atualmente têm por plural animais e vegetais, usava-se animaes e vegetaes, com ES em vez de IS;

O H entre vogais:
- Antecedia vogais tônicas e em hiato, como em Jahu (Jaú) e sahida (saída).

A ênclise
- Por exemplo, em amá-la, o L ficava separado do pronome e se juntava à palavra: amal-a.

### Origens
Essa ortografia anterior a 1911, em Portugal, e a 1943, no Brasil, apareceu por volta de meados do século XVII, e foi elaborada por linguistas portugueses. Uma das causas primordiais da utilização desse sistema ortográfico, além da modernização do idioma, foi a tentativa da língua portuguesa se distanciar mais do espanhol. De 1580 até 1640, Portugal partilhou com a Espanha uma união dinástica, período denominado União Ibérica. E uma teoria muito frequente na Espanha da época, era que o  português consistia em um dialeto do  espanhol. Obviamente, essa teoria espanhola foi criada com o intuito de funcionar como uma espécie de "instrumento", para uma maior dominação sobre os portugueses. Essa teoria se perpetua em relação ao galego, que é alternativamente considerado como um dos dialetos do sistema linguístico galaico-português, ao lado do português.